# SIGLEC
SIGLEC（全称唾液酸结合免疫球蛋白样凝集素）是一个蛋白质家族，属于I型凝集素，在哺乳动物中有14个成员，主要存在于免疫细胞表面。